# Palaeothele montceauensis
Genre
Synonymes
- Eothele Selden, 1996 nec Rowell, 1980

Espèce
Synonymes
- Eothele montceauensis Selden, 1996

Palaeothele montceauensis, unique représentant du genre Palaeothele, est une espèce fossile d'araignées mésothèles.

## Distribution
Cette espèce a été découverte à Montceau-les-Mines en Saône-et-Loire en France. Elle date du Carbonifère.

## Étymologie
Son nom d'espèce, composé de montceau et du suffixe latin -ensis, « qui vit dans, qui habite », lui a été donné en référence au lieu de sa découverte, Montceau-les-Mines.

## Publications originales
- Selden, 1996 : First fossil mesothele spider from the Carboniferous of France. Revue suisse de Zoologie, hors série, p. 585–596 (texte intégral (en)).
- Selden, 2000 : Palaeothele, replacement name for the fossil mesothele spider Eothele non Rowell. Bulletin of the British arachnological Society, vol. 11, p. 292 (texte intégral (en)).